# Oglasa stygiana
Oglasa stygiana är en fjärilsart som beskrevs av Anthony C. Galsworthy 1997. Oglasa stygiana ingår i släktet Oglasa och familjen nattflyn. Inga underarter finns listade i Catalogue of Life.